# Imperialism

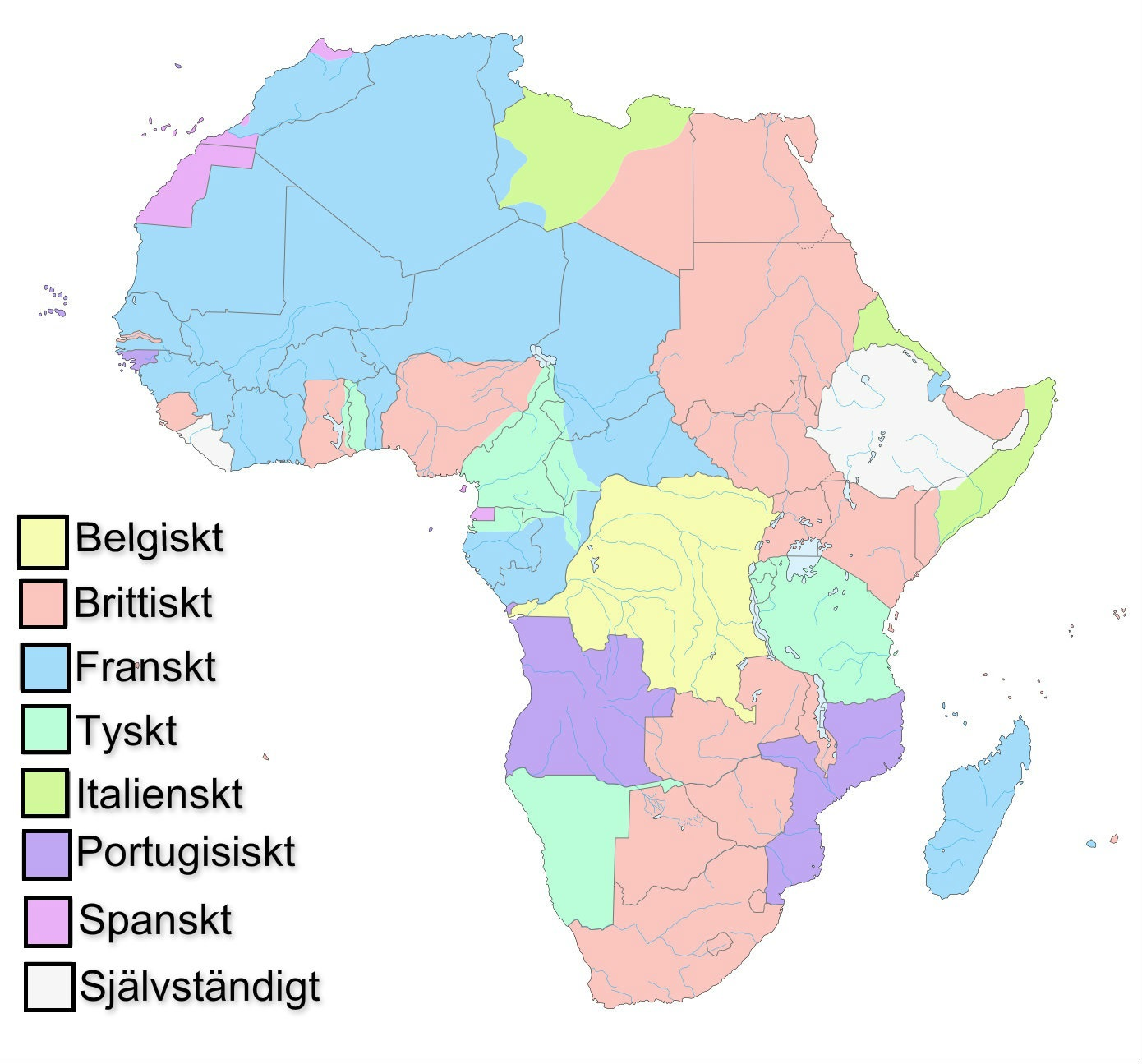
Karta som visar kapplöpningen om Afrika.

Imperialism är en strävan hos vissa stater eller nationer att bilda imperier som omfattar områden av främmande folkslag och nationer. Termen började användas i slutet av 1800-talet om främst europeiska nationers strävan att bygga upp koloniala imperier. Därefter har termen använts om liknande processer under både tidigare och senare historiska epoker. Ordet imperium kommer från latinet och betyder "befallning", "myndighet", "herravälde".

## Imperialismens historia
Imperialism uppstod redan flera tusen år f.Kr, ursprungligen i det Assyriska riket som varade från omkring 2000 f.Kr. till 570 f.Kr. Den form av imperialism som tillämpats under assyrierna ersattes av Persiska rikets pluralistiska och federativa modell som banade vägen för det hellenska imperiet som nådde sin topp under Alexander den store (356-323 f.Kr.). I och med Romerska rikets (Imperium Romanum) utbredning sönderföll det hellenska imperiet, och romarna utvecklade världshistoriens mäktigaste imperium som sträckte sig från Brittiska öarna till Egypten.
Från och med 600-talet bildades ett arabiskt välde, som sträckte sig från Mellanöstern för att slutligen nå Spanien i väst. På 1300- och 1400-talet hade Osmanska riket slagit ut Bysantinska riket ur historien och ett nytt imperium etablerade sig i sydöstra Europa. 

## Europeisk imperialism
| ”               | Jag påstår att vi är den bästa rasen i världen och att ju större del av världen som vi har under oss, desto bättre är det för den mänskliga rasen. Jag påstår att varje kvadratmeter land som läggs till vårt territorium ger födsel åt fler av den engelska rasen, som annars inte skulle existera. Jag anser det vara min skyldighet till Gud, min Drottning och mitt land att måla hela den afrikanska kartan röd, röd från Kapstaden till Kairo. Det är min tro, min dröm och mitt uppdrag. | „ |
| – Cecil Rhodes. | |   |

| ”                                           | En rosakind kom en dag in på vårt kontor. Han berättade för oss om rosakindernas kung som levde i ett land på andra sidan havet. Han sade, 'den här stora kungen är nu er kung'. Detta var märkliga nyheter. För det här landet var ju vårt. Vi hade ingen kung, vi valde våra rådsmedlemmar och de bestämde våra lagar. Med stort tålamod försökte våra ledande åldermän berätta detta för rosakinden. Men i slutändan sade han 'vi vet detta, men trots det är det jag nu har sagt till er ett faktum. Ni har nu en kung och hans lagar är era lagar. | „ |
| – Hövding Kabongo i Kikuyu-stammen i Kenya. | |   |

### Bakgrund

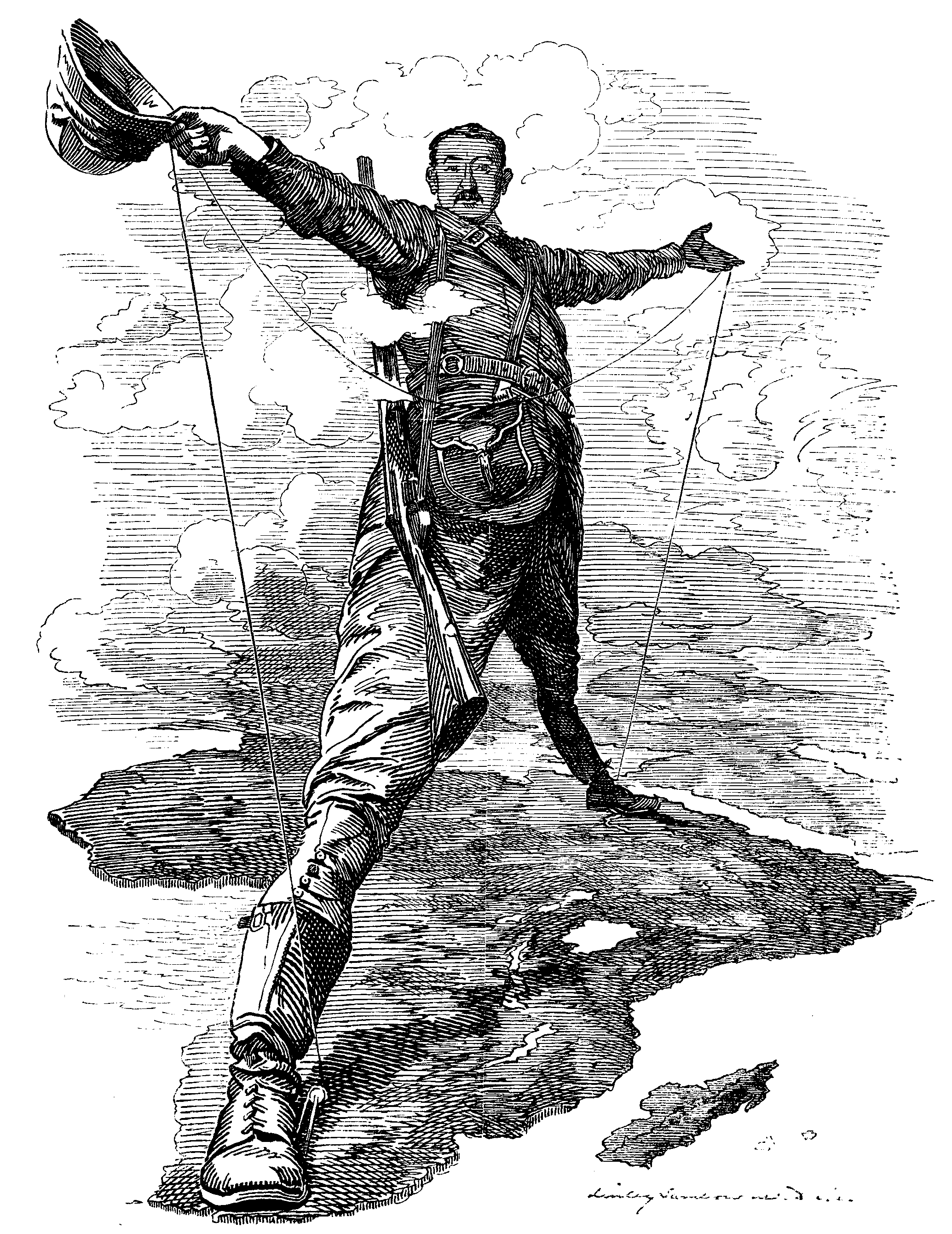
The Rhodes Colossus - en karikatyr ritad av Edward Linley Sambourne, föreställande Cecil Rhodes.

Efter att Christofer Columbus koloniserade Amerika 1492 började europeiska stater etablera kolonier där, men även i Sydasien, i delar av Afrikas kust och i Kina. Européernas påverkan på det dagliga livet i Indien, Kina och Afrika var dock väldigt liten. Under 1800-talet fick dock Europa ansenlig makt. Starka centralstyrda nationalstater hade uppstått och industriella revolutionen hade förstärkt de europeiska ekonomierna. Delvis på grund av ländernas ekonomiska och militära styrka ville de expandera kraftigt, vilket låg till grund för det som kallas den "nya imperialismen". Med början i 1870-talet lade européerna en stor del av världen under sitt inflytande och sin kontroll.
Den nya imperialismen hade flera orsaker. Den industriella revolutionen var dyr, och imperialismen var då ett sätt att med ekonomiska intressen täcka industrialismens kostnader. Fabriker i Europa ville ha billig tillgång till viktiga resurser som gummi, petroleum, mangan och palmolja, samtidigt som man ville hitta nya marknader. Handels- och krigsskepp behövde nya baser, och industrialiserade makter övertog öar eller hamnar för dessa ändamål. Därutöver spelade maktbalansen och nationalismen en stor roll: om en nation fick många kolonier hade den ett maktmässigt övertag gentemot de andra, och för att undvika detta, övertog de övriga länderna också kolonier. Västländernas ledare resonerade att kolonierna behövdes för den nationella säkerheten, och att ett globalt imperium ökade en nations prestige.
Efter att Kejsardömet Ryssland erövrade Finland från Sverige i finska kriget (1808-1809), bildades Storfurstendömet Finland som en del av Ryssland. Under den ryska eran försökte landet gradvis försvaga den finska och svenska kulturen och språket för att öka inflytandet av rysk kultur och ryska språket i landet. 
Många västerlänningar såg också koloniernas invånare som personer som behövde beskyddas, både humanitärt och via religion. Missionärer påstod att de hade en plikt att sprida vad de såg som den västerländska civilisationens välsignelse; dess medicin, lagar och kristendomen. Detta legitimerades med den vetenskaplig rasismen rasbiologi. Dessutom överfördes Darwins teorier om naturligt urval till människorasen, så kallad Socialdarwinism. Västvärlden använde sig av dessa vetenskaper för att legitimera sin imperialism som ett sätt att förbättra människosläktet.
| ”                                                                           | Tag upp den vite mannens börda, sänd män med mod och spänst i landsflykt, sänd er bästa flock till era fångars tjänst att träla i tungt harnesk, att ge en vettlös hord, ett vilt, nyss fångat folk – halvt barn, halvt djävlar – värn och vård. | „ |
| – Svensk översättning av Rudyard Kiplings The White Man's Burden från 1899. | |   |

### Koloniseringen
Från 1400- till 1900-talet hade England, Frankrike, Nederländerna, Portugal och Spanien etablerat kolonier i Amerika, Asien och Afrika i jakt på rikedomar. De tog med sig små fina saker från Europa som exempel speglar, nålar och skrin. Det byttes mot slavar som senare såldes till kolonierna i Amerika. Under tsarernas tid på 1600- och 1700-talet expanderade Ryssland sina gränser österut genom erövringen av områden som Sibirien och Alaska. Denna expansion gav Ryssland tillgång till rika naturresurser och nya handelsvägar.
Från 1870 till 1915 lade imperialistiska länder stora delar av världen under sig. Stora delar av övriga världen var i tillbakagång; både Ottomanska imperiet, Indien och Qingdynastin i Kina. Krig bland folken i Västafrika och slavhandelns eftermäle hade gjort det svårt att etablera riken eller nationalstater, och de som hade väl etablerats var inte tillräckligt starka för att motstå västländernas stormanlöpning. På 1800-talet började Ryssland sin expansion söderut mot Centralasien, inklusive områden som Kazakstan, Uzbekistan och Turkmenistan. 
På 1900-talet hade de nyblivna imperialistiska staterna Ryssland, Italien, Tyskland och Japan efter sina många erövringskrig under årens lopp erövrat stora inkomstkällor i form av oljekällor med mera och koloniserat stora områden i Afrika. Efter den ryska revolutionen 1917 och bildandet av Sovjetunionen fortsatte den ryska imperialismen genom att införliva och kontrollera många närliggande territorier och nationer i Östeuropa och Centralasien. Detta inkluderade ockupationen av länder som Ukraina, Georgien, Lettland, Estland, Litauen och flera andra. Under det kalla kriget på 1900-talet stödde Sovjetunionen kommunistiska rörelser och regeringar i andra länder runt om i världen, ibland genom militär intervention eller politisk påverkan: Polen, Ungern och andra länder. Polen var uppdelat mellan Ryssland, Preussen och Österrike på 1700-talet, och under 1800-talet assimilerades den ryska delen av Polen gradvis i det ryska imperiet.

### Försök att motstå koloniseringen
Både afrikanska och asiatiska länder försökte motstå koloniseringen, och flera bekämpade dem. Vissa områden försökte i förebyggande syfte modernisera sig och sina traditioner för att kunna motstå västländerna, och många som utbildats i väst försökte organisera nationalistiska rörelser för att bli av med imperialisterna. Över hela Afrika mötte man motstånd. Algerier kämpade mot Frankrike i åratal. Samori Touré bekämpade också fransmännen längre, medan han försökte bygga sitt eget rike. I södra Afrika bekämpade britterna zulu och i västra Afrika Asante. Yaa Asantewaa bekämpade britterna i det sista Asantekriget. Nehanda stred för Shona i Zimbabwe, men fängslades och avrättades. Hon blev senare en inspiration för andra frihetskämpar.
I Östafrika kämpade tyskarna mot Yao och Herero, vilket ledde till ett uppror 1905, Maji-Maji-upproret. Först efter att ha bränt flera tunnland med mark vann tyskarna, en handling som ledde till att tusentals personer dog av svält. Etiopien lyckades dock att motstå imperialismen. Etiopien hade varit uppdelat i flera feodala områden ledda av prinsar som stred mot varandra, och som styrde över sina egna domäner. Under 1800-talets slut började Menelik II modernisera landet. Han hyrde in europeiska experter för att förbättra infrastrukturen och förbättra skolan. Han köpte in vapen och tränade sin armé med hjälp av européer. När Italien invaderade Etiopien 1896 var Menelik därför förberedd. I slaget vid Adua vann han därför mot italienarna. Etiopien och Liberia var de enda länder som inte koloniserades.
Imperialistisk politik ledde till tvångsassimilation av minoritetsgrupper i Ryssland och imperiet. Språk och kulturer undertrycktes, och rysk kultur och språk tvingades på befolkningen. Ukrainas språk och kultur har under århundraden hotats av rysk imperialism. Sovjetunionen förbjöd ukrainska språket i vissa perioder och undertryckte ukrainsk identitet. Krigen i Tjetjenien på 1990-talet var en brutal konflikt som orsakade stor förödelse och mänskligt lidande orsakat av den ryska imperialismens strävan att förryska tjetjenerna.

### Antiimperialism
Antiimperialism är en term som kan användas för idéer eller rörelser som är emot någon form av imperialism. Även i västländerna uppstod små grupper av antiimperialister som motsade sig västländernas kolonisering. Vissa menade att det var de rikas förtryck av de fattiga, andra att det var omoraliskt. Man menade att medan västländerna blev allt mer demokratiska hemma belade de kolonierna med odemokratiska styren. Under 1800-talet försökte Ryssland utöka sitt inflytande på Balkan genom att stödja slaviska folk och östortodoxa kristna i området. Denna expansion stod i konflikt med andra stormakter, särskilt det Osmanska riket och Österrike-Ungern. På så sätt kan delar av antiimperialismen ses även som kamp mellan olika imperier.

### Imperialismens följder
Imperialismen hade stor påverkan runt hela världen, och påverkade olika på olika ställen. Påverkningarna brukar delas in i tre kategorier; kulturella, politiska och ekonomiska.
De kulturella påverkningarna var bland andra missionärernas spridning av kristendomen och olika europeiska språk, samt etablering av skolor och sjukhus och att de koloniserade förlorade förtroendet till sin kultur samt tron på västerlänningars överlägsenhet. De politiska utgjordes av att administratörerna ändrade de politiska enheterna, att kolonisatörerna omdefinierade gränserna utan att ha förståelse för de lokala politiska eller etniska situationerna och att de koloniserade människorna tog över de europeiska idéerna om nationalism och därigenom stred för egen självständighet. Slutligen var de ekonomiska påverkningarna att de koloniserade människorna ofta odlade avsalugrödor istället för mat, att vissa tvingades att arbeta för härskarna för att betala skatter, och att maskingjorda gods förstörde inhemska industrier.

## Imperialistiska styrelseskick
Imperialmakterna utvecklade flera kolonistiska styrelseskick. Fransmännen brukade direkt styre, där man sände soldater och tjänstemän till länderna som administrerade. Fransmännens mål var att ålägga dem den franska kulturen och omvända dem till franska provinser. Britterna använde sig istället av indirekt styre, där de använde lokala sultaner eller hövdingar, som i sin tur sände sina barn till att uppfostras i Storbritannien, för att sprida den brittiska civilisationen och fortsätta det indirekta imperialistiska styret.
Flera länder skapade protektorat, där lokala härskare lämnades kvar men förväntades följa européernas riktlinjer rörande handel eller missionsarbete. Protektoraten var billigare än en koloni, och krävde oftast färre soldater. Intressesfär var en tredje form, och utgjordes av ett område i vilket en utomstående makt hävdade ensamrätt på investeringar eller handelsprivilegier. Dessa var vanliga i bland annat Kina. Senare exempel är länderna i Kominform, som var en organisation för kommunistiska stater, som styrdes av Sovjetunionen.

## Marxistisk analys av imperialismen
Begreppet spelar en stor roll inom den marxistiska teorin. Imperialism beskrevs av Lenin som kapitalismen när den utvecklats till sitt högsta stadium. När vi fått en situation där kapitalet lagt under sig nästan all produktion och det krävs en väldigt stor kapitalinsats för att ta sig in på marknaden, blir det viktigt för kapitalet att lägga under sig nya marknader. Detta leder enligt teorin till ökad konkurrens mellan olika kapitalistiska stater som ofta mynnar ut i krig. Det tydligaste exemplet på detta, menar man, är första världskriget som primärt handlade om kontrollen över kolonier och nya marknader.
Vissa menar att kapitalismen nu har hamnat i en period där den så kallade interkapitalistiska konkurrensen blivit mindre viktig. Istället har man introducerat begreppen centrum och periferi för att visa på konflikten mellan länder i kapitalismens ekonomiska centrum (länder med högteknologisk produktion och så vidare) och länder i kapitalismens periferi (som framför allt exporterar icke-förädlade råvaror). Man menar att det ojämna handelsutbytet leder till ett ökat ekonomiskt beroende som håller kvar länder i syd i fattigdom. Detta är en tydlig polemik mot de som istället menar att vägen till ekonomisk utveckling i syd går genom öppna marknader och avregleringar. Marxister brukar peka på nords protektionistiska politik gentemot länder i syd.
Viktiga namn inom den så kallade beroendeskolan är Immanuel Wallerstein och Samir Amin. Vissa borgerliga debattörer menar att begreppet snarare använts som invektiv av marxister än som ett analytiskt begrepp.

### Originalcitat
1. ↑  | ” | I contend that we are the first race in the world and that the more of the world we inhabit the better it is for the human race. I contend that every acre added to our territory provides for the birth of more of the English race, who otherwise would not be brought to existence. I believe it to be my duty to God, my Queen and my country to paint the whole map of Africa red, red from the Cape to Cairo. That is my creed, my dream and my mission. | „ |
2. ↑  | ” | A Pink Cheek man came one day to our council and he told us of the King of the Pink Cheek who lived in a land over the seas. 'This great king is now your king', he said. This was strange news. For this land was ours. We had no king, we elected our Councils and they made our laws. With patience, our leading Elders tried to tell this to the Pink Cheek. But at the end he said, 'This we know, but in spite of this what I have told you is a fact. You have now a king and his laws are your laws. | „ |